# Guillermo Estrella
Guillermo Estrella es un joven actor español, conocido por su papel de Manu en la serie Chiringuito de Pepe, producida por Mediaset España y emitida por Telecinco; por su papel de Mario en el largometraje "Tres-60", del director Alex Ezcurdia y seleccionada en los Goya, y por su papel de Mateo en el largometraje  "Biutiful", del director Alejandro González-Iñárritu, nominada a los Oscar.

## Biografía

### Largometrajes
- Tres 60 (2013) - Mario
- Biutiful (2010) - Mateo
- Y Todos Arderán (2021) - Toti

### Televisión
- Cuentame cómo pasó (2009-2010)
- Padres (2009-2010) - Guille
- El barco (2012) - Episódico
- Todo es posible en el bajo (2012) - Javi
- Aída (2012) - Episódico
- El chiringuito de Pepe (2014-2016) - Manu
- Mickey Mouse Squad (2018-2020) - Guille

### Cortometrajes
- Jesusito de mi vida (2008) - Jesús
- Una entrevista imprevista
- Zapatos
- Se busca
- Cubismo